# Garry Marshall
Garry Marshall, nato Garry Kent Masciarelli (New York, 13 novembre 1934 – Burbank, 19 luglio 2016), è stato un regista, attore, sceneggiatore, produttore televisivo e produttore cinematografico statunitense.

## Biografia
Nacque a New York, figlio di Anthony Wallace Masciarelli, produttore cinematografico statunitense figlio di immigrati italiani di San Martino sulla Marrucina (Provincia di Chieti in Abruzzo), e da Marjorie Irene Ward, un'insegnante di danza statunitense di origini scozzesi e inglesi. Dopo la sua nascita il padre modificò il cognome in Marshall. Durante gli studi alla Northwestern University iniziò a scrivere le prime sceneggiature. Dopo la laurea in giornalismo, all'inizio degli anni settanta diventò produttore di se stesso. Con Happy Days (1974) ottenne uno straordinario successo, seguito da Laverne & Shirley (1976), con protagonista la sorella Penny, e Mork & Mindy, che lanciò Robin Williams (1978).
Nel 1982 esordì come regista cinematografico dirigendo L'ospedale più pazzo del mondo, seguito da Flamingo Kid (1984) con Matt Dillon. Nel 1987 realizzò Overboard - Una coppia alla deriva (con Kurt Russell e Goldie Hawn), mentre l'anno successivo fu la volta di Spiagge (1988) con Bette Midler. Nel 1990 diresse Julia Roberts e Richard Gere nella fortunatissima commedia Pretty Woman, a cui seguirono, tra gli altri titoli, Paura d'amare (1991) con Al Pacino e Michelle Pfeiffer, Un amore speciale (1999), Se scappi, ti sposo (1999), Pretty Princess (2001), Principe azzurro cercasi (2004), Quando meno te lo aspetti (2004) e Donne, regole... e tanti guai! (2007) con Jane Fonda e Lindsay Lohan. I suoi ultimi lavori sono Appuntamento con l'amore (2010), Capodanno a New York (2011), e Mother's Day (2016), uscito nelle sale pochi mesi prima della sua morte, e interpretato, tra gli altri, sempre da Julia Roberts con Kate Hudson e Jennifer Aniston.
Come attore prese parte a molti film, tra i quali - oltre a quelli da lui diretti, il più delle volte non accreditato - Bolle di sapone (1991), Ragazze vincenti (1992), Mai stata baciata (1999), e Al passo con gli Stein (2006). Morì nel 2016 a 81 anni per le complicazioni di una polmonite.

## Filmografia parziale

### Regista
- L'ospedale più pazzo del mondo (Young Doctors in Love) (1982)
- Flamingo Kid (The Flamingo Kid) (1984)
- Niente in comune (Nothing in Common) (1986)
- Overboard - Una coppia alla deriva (Overboard) (1987)
- Spiagge (Beaches) (1988)
- The Lottery (1989) cortometraggio
- Pretty Woman (1990)
- Paura d'amare (Frankie and Johnny) (1991)
- Exit to Eden (1994)
- Strani miracoli (Dear God) (1996)
- Un amore speciale (The Other Sister) (1999)
- Se scappi, ti sposo (Runaway Bride) (1999)
- Pretty Princess (The Princess Diaries) (2001)
- Quando meno te lo aspetti (Raising Helen) (2004)
- Principe azzurro cercasi (The Princess Diaries 2: Royal Engagement) (2004)
- Donne, regole... e tanti guai! (Georgia Rule) (2007)
- Appuntamento con l'amore (Valentine's Day) (2010)
- Capodanno a New York (New Year's Eve) (2011)
- Mother's Day (2016)

### Attore
- Toller Hecht auf krummer Tour, regia di Ákos Ráthonyi (1961)
- Agente 007 - Missione Goldfinger (Goldfinger), non accreditato, regia di Guy Hamilton (1964)
- Maryjane, regia di Maury Dexter (1968)
- Psych-out: Il velo sul ventre (Psych-out), regia di Richard Rush (1968)
- Uffa papà quanto rompi! (How Sweet It Is!), non accreditato, regia di Jerry Paris (1968)
- Attenti a quella pazza Rolls Royce (Grand Theft Auto), regia di Ron Howard (1977)
- Pubblicitario offresi (Lost in America), regia di Albert Brooks (1985)
- Jumpin' Jack Flash, non accreditato, regia di Penny Marshall (1986)
- Overboard - Una coppia alla deriva (Overboard), non accreditato, regia di Garry Marshall (1987)
- Spiagge (Beaches), non accreditato, regia di Garry Marshall (1988)
- Pretty Woman, non accreditato, regia di Garry Marshall (1990)
- Secret Agent OO Soul, regia di Julius LeFlore (1990)
- Bolle di sapone (Soapdish), regia di Michael Hoffman (1991)
- Ragazze vincenti (A League of Their Own), regia di Penny Marshall (1992)
- Hocus Pocus, non accreditato, regia di Kenny Ortega (1993)
- Statistically Speaking, cortometraggio, regia di Nandi Bowe (1995)
- L'orgoglio di un figlio (The Twilight of the Golds), regia di Ross Kagan Marks (1996)
- Strani miracoli (Dear God), non accreditato, regia di Garry Marshall (1996)
- Mary Jane's Not a Virgin Anymore, regia di Sarah Jacobson (1998)
- With Friends Like These..., regia di Philip Frank Messina (1998)
- Kismet, cortometraggio, regia di Billy Wirth (1999)
- Mai stata baciata (Never Been Kissed), regia di Raja Gosnell (1999)
- This Space Between Us, regia di Matthew Leutwyler (1999)
- Se scappi, ti sposo (Runaway Bride), non accreditato, regia di Garry Marshall (1999)
- Un pezzo di paradiso (Can't Be Heaven), regia di Richard Friedman (2000)
- It's a Shame About Ray, cortometraggio, regia di Ajay Sahgal (2000)
- I gattoni (Tomcats), non accreditato, regia di Gregory Poirier (2001)
- The Hollywood Sign, regia di Sönke Wortmann (2001)
- Orange County, regia di Jake Kasdan (2002)
- Mother Ghost, regia di Rich Thorne (2002)
- The Long Ride Home, regia di Robert Marcarelli (2002)
- Detective Monk (Monk) – serie TV, episodio 1x13 (2002)
- They Call Him Sasquatch, regia di David H. Venghaus Jr. (2003)
- Devil's Knight, regia di Quan Phillips (2003)
- Mute, cortometraggio, regia di Melissa Joan Hart (2005)
- Al passo con gli Stein (Keeping Up with the Steins), regia di Scott Marshall (2006)
- Hole in the Paper Sky, cortometraggio, regia di Bill Purple (2008)
- Chronic Town, regia di Tom Hines (2008)
- Corsa a Witch Mountain (Race to Witch Mountain), regia di Andy Fickman (2009)
- Grande Drip, cortometraggio, regia di Angelo Salvatore Restaino (2009)
- Appuntamento con l'amore (Valentine's Day), non accreditato, regia di Garry Marshall (2010)
- Life After Beth - L'amore ad ogni costo (Life After Beth), regia di Jeff Baena (2014)

## Doppiatori italiani
Nelle versioni in italiano delle opere in cui ha recitato, Garry Marshall è stato doppiato da:
- Sandro Sardone in Bolle di Sapone, Ragazze vincenti
- Fabio Mazzari in Strani miracoli
- Giorgio Lopez in Corsa a Witch Mountain
- Gil Baroni in Mai stata baciata
- Dario De Grassi in E.R. - Medici in prima linea
- Sergio Tedesco in Detective Monk
- Carlo Reali in Due uomini e mezzo
- Dante Biagioni in Liv e Maddie

Da doppiatore è sostituito da:
- Giorgio Lopez in Chicken Little - Amici per le penne, BoJack Horseman
- Oliviero Dinelli ne I Simpson